# Masako Togawa
Masako Togawa (jap. 戸川 昌子, Togawa Masako; * 23. März 1931 in der Präfektur Tokio; † 26. April 2016) war eine japanische Schriftstellerin, Sängerin, Schauspielerin und Nachtclubbesitzerin.

## Leben und Werk
Masako Togawa arbeitete als Nachtclubsängerin, bevor sie begann, Kriminalromane zu verfassen. Im Alter von 24 Jahren gewann sie bei einem Wettbewerb für Krimiautoren den renommierten Edogawa-Rampo-Preis. Ihre psychologischen Kriminalromane sind Bestseller und wurden vielfach preisgekrönt und in andere Sprachen übersetzt. Masako Togawa betrieb einen Nachtclub in Tokio, in welchem sie selbst als Sängerin auftrat. In Japan war sie eine bekannte Persönlichkeit des öffentlichen Lebens, die als Autorin nicht nur berühmt für ihre Kriminalromane war, sondern auch für Essays und sozialkritische Beiträge. Darüber hinaus veröffentlichte sie auch Musik-CDs und trat als Schauspielerin in mehreren Filmen auf, unter anderem in der Verfilmung ihres Romans Ryojin Nikki (1964).

## Werke

### Kriminalromane
- (1957) Der Hauptschlüssel (大いなる幻影 - Ōinaru Gen'ei "Die große Illusion", übersetzt aus der englischen Ausgabe The Master Key von Helma Giannone), ISBN 3-293-20292-6
- (1963) Schwestern der Nacht (猟人日記 - Ryojin Nikki "Jägertagebuch", übersetzt aus der englischen Ausgabe The Lady Killer von Carla Blesgen), ISBN 3-293-20246-2
- (1967) Nemurenai yoru no hon
- (1968) Saketa nemuri
- (1968) Mitsu no aji
- (1968) Kaso gyoretsu
- (1968) Motto koe o!
- (1969) Muma
- (1969) Akai Kasa
- (1969) Kamen no sei
- (1970) Kari no jikoku
- (1971) Seijo
- (1976) Trübe Wasser in Tokio (深い失速 - Fukai Shissoku, übersetzt aus der englischen Ausgabe Slow Fuse von Bettina Thienhaus), ISBN 3-293-20252-7
- (1977) Hanayaka naru hyōga
- (1977) Nijiiro no funsui
- (1990) Der Kuss des Feuers (火の接吻 - Hi No Seppun, übersetzt aus der englischen Ausgabe A Kiss of Fire von Carla Blesgen), ISBN 3-442-05114-2

### Diskografie
- (2004) Last Chance Cabaret